# Atanasie Popa
Atanasie Popa (n. 8 martie 1896, Câmpani, județul Bihor – d. 26 februarie 1982, Cluj-Napoca) a fost un preot, istoric al culturii și istoric de artă român.

## Biografia
În perioada gimnaziului a studiat la Beiuș și Năsăud, absolvind în 1914. Urmează studii teologice la Arad în perioada 1914-1917. Cursurile universitare urmate sunt în domeniul matematicii la universitățile din Budapesta (1917-1918) și Cluj (1918-1920).
Profesează ca preot și profesor la școlile normale din Cluj (1920-1940 și 1945-1957) și Timișoara (1940-1945)
În perioada 1958-1960 a activat ca și cercetător al Institutului de Istorie și Arheologie al Academiei Române - secția de Istoria Artei, Cluj.
După pensionare a slujit ca preot în parohia Agârbiciu din județul Cluj.
Cunoscut autor al unor studii ce privesc bisericile de lemn din Transilvania, dar și activitatea unor copiști sau circulația manuscriselor.

## Lucrǎri publicate
- Varlaam, mitropolitul Moldovei. Cazania - Iași, 1643.  Prezentare grafică, Timișoara, 1944, 132p. + 2 17 fig. în text.
- Biserica de lemn din Brâglez.  Biserica din Ceaba.  Biserica din Vad, în ACMIT, 1929 1930, Cluj, 1930, p. 353-399.
- Biserici vechi din lemn Românești din Ardeal, în ibidem, III, 1930-1931, Cluj, 1932, p. 161-314 (și extras).
- Biserici de lemn din Ardeal, în ibidem, IV, 1932-1938, Cluj, 1938, p. 55-154 (și extras);
- Biserici de lemn din Transilvania (I.  Arhitectura, plan, stil), Timișoara, 1942, 22 p.;
- Mănăstirea Săraca, Timișoara, 1943, 96 p. + XXXII pl.;
- Monumente de limbă românească. Codicele Astra din Sibiu, în MA, an.  VIII, 1963, nr. 7 - 8, p. 525 -545;
- Există o Cazanie moldovenească în secolul al XVI-lea? în legltuă cu izvoarele Cazaniei lui Varlaam, în „Cercetări de lingvistică", an.  X, 1965, nr. 1, p. 73-84;
- Texte vechi în Cazania lui Varlaam, în MA, an.  X, 1965, nr. 1-3, p. 73-99;
- Cărturar bihorean din secolul al XVII-lea: Vasile Sturdze Moldoveanul, în MMS, an.  XLIII, 1966, nr. 1-2, p. 54-69;
- Cărturari bihoreni: Popa Ursu din Cotiglet, în MMS, an.  XLIV, 1968, nr. 5 - 6, p. 298-309;
- Versiuni vechi ale Psalmului 50, în MB, an.  XVIII, 1968, nr. 7-9, p. 421-433;
- Copiști moldoveni în Transilvania în secolele XVII și XVIII, în MMS, an.  XLV, 1969, nr. 7-9, p. 458-467;
- Un cărturar bihorean din secolul al XVII-lea: popa Pătru din Tinăud, în „Limbă și literatură”, an.  XX, 1969, p. 193-197;
- Care este contribuția lui Varlaam la Cazania din 1643, în MMS, an. LXVIII, 1972, nr.3-4, p. 172-181;
- Texte vechi ale canonului Paștilor. Manuscrisele lui Popa Ursu din CotigIet, în MB, an.  XXIII, 1973, nr. 4 - 6, P. 231-256;
- Cazanii la oamenii morți din 1689.
- Contribuții la bibliografia românească veche, în MB,an.  XXIV, 1974,nr. 1-3, p. 65-79.
- Copiști și manuscrise în Bihor în secolele al XVII-lea și al XVIII-lea, în „Crisia”, Oradea, 9, 1979, p. 323-336;
- Monumente de limbă și literatură veche: Codicele sibian și Cazania din Cluj, sec. XVII, în MA, an.  XXVI, 1981, nr.7-9, p. 521-532 (în colaborare)

## Biblografie
- Dicționarul teologilor români